# Mark Hendrickson
Pour les articles homonymes, voir Hendrickson.
Mark Allan Hendrickson (né le 23 juin 1974 à Mount Vernon, Washington, États-Unis) est un lanceur gaucher des Ligues majeures de baseball qui est présentement agent libre et un ancien joueur de basketball de la NBA ayant évolué à la position d'ailier fort de 1996 à 2000.
Mark Hendrickson est le onzième sportif à avoir joué en NBA (basket-ball) et en MLB (baseball). Il abandonne définitivement le basket pour se concentrer sur sa carrière de joueur de baseball, qu'il débute avec les Blue Jays de Toronto en 2002.

## Carrière

### Carrière scolaire et universitaire
En universitaires, il porte les couleurs des Washington State Cougars en baseball et en basket-ball. En basket, il compte deux sélections en équipe une de la Pacific Ten Conference.

### Carrière professionnelle

#### Carrière NBA
Il porte les couleurs des 76ers de Philadelphie (1996-97), des Kings de Sacramento (1997-98), des Nets du New Jersey (1999-2000) et des Cavaliers de Cleveland (2000). En quatre saisons, il compte 114 matches joués pour 8 rencontres dans le cinq majeur, 381 points (3,3 par match) et 63 passes décisives pour une moyenne de temps de jeu de 13,2 minutes par match.

#### Carrière MLB
Après avoir repoussé les offres annuelles des franchises de la MLB entre 1992 et 1996, Hendrickson répond favorablement à l'offre de draft des Blue Jays de Toronto en juin 1997. Il signe finalement le 22 mai 1998 et entame son parcours en ligues mineures dès 1998. Il passe en Double-A en 1999 puis en Triple-A en 2001.

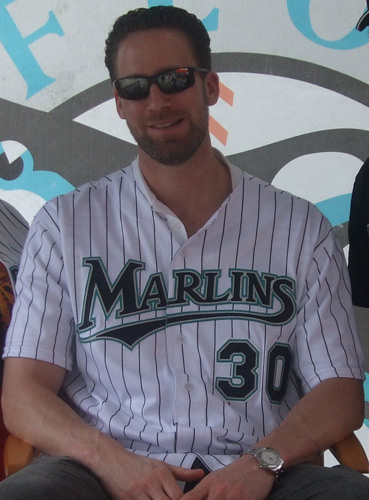
Mark Hendrickson avec les Marlins.

Il fait ses débuts en ligue majeure le 6 août 2002 avec les Blue Jays puis est transféré le 14 décembre 2003 chez les Tampa Bay Devil Rays.
Échangé le 27 juin 2006 aux Dodgers de Los Angeles, il devient agent libre à la fin de la saison 2007. Il s'engage pour un an chez les Marlins de la Floride le 16 janvier 2008.
Mark Hendrickson rejoint les Orioles de Baltimore le 30 décembre 2008. Il aura pour rôle d'encadrer les jeunes lanceurs des Orioles en occupant, au gré des besoins de l'équipe, un poste de lanceur partant ou de longue relève. Il est surtout utilisé en relève en 2009. Devenu agent libre après la saison, il accepte un nouveau contrat d'un an avec les Orioles. Sa fiche en 2010 est de 1-6 avec une moyenne de points mérités de 5,26 en 52 rencontres et 75 manches et un tiers lancées pour les Orioles. Ceux-ci lui font signer un contrat des ligues mineures pour la saison 2011.
Il est libéré par Baltimore en fin de saison 2011 après n'avoir joué que 8 parties pour les Orioles durant l'année.